# هنريك أمير الدنمارك
الأمير هنريك (بالفرنسية: Henri Marie Jean André de Laborde de Monpezat)‏ (11 يونيو 1934 - 13 فبراير 2018)، زوج الملكة مارغريت الثانية ملكة الدنمارك.

## عن حياته
قضى سنوات عمره الأولى في الهند الصينية، وفي عام 1950 انتقل مع أسرته إلى هانوي، وتخرج من المدرسة الفرنسية فيها وذلك بعام 1952. وفي الفترة ما بين عامي 1952 و 1957 درس القانون والعلوم السياسية في جامعة سوربون في باريس، كما درس في نفس الفترة اللغات الصينية والفيتنامية في «École Nationale des Langues Orientales» (حاليًا معهد اللغات والحضارات الشرقية بباريس)، كما درس أيضًا بعام 1957 في هونغ كونغ وبعام 1958 في سايغون.
وبعد ذلك خدم مع القوات المسلحة الفرنسية أثناء الحرب في الجزائر بين عامي 1959 و 1962، وبعدها إنضم إلى وزارة الخارجية الفرنسية، وعمل بالفترة من 1963 حتى 1967 سكرتيرًا ثالثًا في السفارة الفرنسية في لندن.

### الزواج
في 10 يونيو 1967 تزوج من ولية عهد الدنمارك الأميرة مارغريت (الملكة مارغريت الثانية ملكة الدنمارك الآن)، وأنجبا:
- الأمير فريدريك (ولي عهد الدنمارك).
- الأمير يواكيم.

## روابط خارجية
- هنريك أمير الدنمارك على موقع IMDb (الإنجليزية)
- هنريك أمير الدنمارك على موقع مونزينجر (الألمانية)
- هنريك أمير الدنمارك على موقع ديسكوغز (الإنجليزية)
- هنريك أمير الدنمارك على موقع قاعدة بيانات الفيلم (الإنجليزية)
- هنريك أمير الدنمارك على موقع كينوبويسك (الروسية)